# Sengilej
Sengilej (ryska Сенгилей) är en stad i Uljanovsk oblast i Ryssland. Den ligger 72 kilometer söder om Uljanovsk, vid Volgas strand. Folkmängden uppgår till cirka 7 000 invånare. Orten Tsemzavod, som ligger några kilometer nordväst om Sengilej, administreras av staden. 

## Historia
Orten grundades 1666 som en försvarspost. I början av 1700-talet hade bosättningarna växt samman till byn Pokrovskoje (ryska Покровское). 1780 blev den staden Sengilej, efter floden Sengilejka. 
Sengilej tillhörde guvernementet Simbirsk som en av åtta kretsar. Guvernementet upphörde 1928.
1925 tappade orten sina stadsrättigheter, men återfick dessa 1943.